# Menstruación
La menstruación, también llamada periodo o regla, es la expulsión periódica de un fluido biológico complejo, compuesto por sangre, secreciones vaginales y células endometriales del revestimiento uterino, que pasa por la vagina. Este fluido de aspecto similar a la sangre, es una manifestación visible del ciclo menstrual en la mayoría de mujeres y hembras mamíferas con útero en edad reproductiva. La mayoría de estas especies son antropoides: todos o la mayoría de los Catarrhini (monos del Viejo Mundo), de los hominoides de los que el ser humano forma parte, así como algunos Platyrrhini (monos del Nuevo Mundo). Los murciélagos y una especie de musaraña, el macroscélido de Peters, también tienen menstruación. En otros mamíferos, el tejido endomentrial es generalmente reabsorbido por las paredes uterinas.
La menstruación corresponde a la evacuación de la capa superficial de la mucosa del útero, llamado endometrio, que se había formado anteriormente durante el ciclo menstrual para albergar un posible óvulo fecundado. Se produce en la última fase del ciclo menstrual, llamada fase postovulatoria, cuando el óvulo no es fecundado, la superficie del endometrio, ricamente vascularizada, es evacuada por la vagina en forma de hemorragias más o menos abundantes, durante un periodo que puede durar de tres a siete días, y que puede ir acompañado de dolor.
En las mujeres la primera menstruación o menarquia aparece entre la preadolescencia y la adolescencia, y cesa definitivamente en el momento de la menopausia. La menstruación suele interrumpirse durante el embarazo. El volumen del flujo menstrual oscila entre 50 y 60 mililitros de sangre, pero varía según cada mujer y los ciclos.

## Etimología
El término menstruación procede del griego antiguo mensis "mes lunar" de mene "luna" que evoca una relación con los ciclos lunares mensuales.
Por otro lado, si nos vamos al latín podemos saber que la palabra menstruación deviene de "menstruus" que significa "lo que ocurre cada mes, mensual"; en latín también podríamos hablar de "feriae menstruae" que significa "fiestas o días festivos mensuales" o también podría significar "lo que dura un mes".

## Generalidades
La menstruación es la descarga de un complejo fluido biológico compuesto por: sangre, secreciones vaginales, células endometriales de la pared uterina y células madres mesenquimales. Se produce tras un ciclo menstrual en el que el óvulo que no ha sido fecundado. No todas las hemorragias que pueden producirse durante el ciclo menstrual son menstruaciones, por ejemplo puede producirse una hemorragia durante la nidificación en el embarazo.
La primera menstruación o menarquia se produce a una edad variable para cada mujer, que se estima entre los 12 y los 13 años. Sin embargo, pueden aparecer mucho antes o mucho después, sin que sean indicativos de una enfermedad. La edad de menarquia está afectada por factores socioeconómicos, principalmente aquellos relacionados con la alimentación y la actividad física y ha ido bajando significativamente durante el siglo anterior. La menstruación puede tardar varios ciclos en ser regular. El hipotético efecto McClintock indicaría que cuando varias mujeres viven juntas, la menstruación se sincroniza. Sin embargo, este efecto es muy controvertido y las pruebas científicas actuales sugieren que no hay sincronización y que la observada se debe al azar. Este fenómeno se ha observado en otros animales, como los ratones, en forma de sincronización del celo dentro del mismo grupo, fenómeno conocido como efecto Whitten.

### Número de menstruaciones
El número de periodos en la vida de una mujer varía. El hecho de que las mujeres menstrúen todos los meses es relativamente reciente, ya que sus antepasados alternaban con frecuencia el embarazo y la lactancia, lo que impedía la aparición de la menstruación (amenorrea de la lactancia).
El número de períodos menstruales también depende en gran medida del entorno social. Se calcula que una mujer estadounidense tiene unas 450 menstruaciones a lo largo de su vida, mientras que una mujer aborigen australiana tiene unas 180, debido al mayor número de hijos concebidos y a la lactancia que sigue al embarazo. También se cree que las mujeres del Paleolítico estaban mal reguladas, debido a su corta esperanza de vida, al número de embarazos experimentados y a la posterior lactancia materna, pero también a su actividad física o a su mala salud, periodos que podían llevar a la falta de menstruación. Estas diferencias de comportamiento (embarazos más espaciados, ausencia o acortamiento de los períodos de lactancia), así como una pubertad más temprana, implican un mayor riesgo de carencia de hierro para la mujer occidental actual.

## Frecuencia
La menstruación es un acontecimiento fisiológico de las mujeres biológicamente maduras, que se repite cíclicamente cada 28 o 29 días aproximadamente, aunque en el 90 % de las mujeres varía entre 24 y 36 días. Lo mismo ocurre en las hembras de todos los grandes primates.

## Fisiología

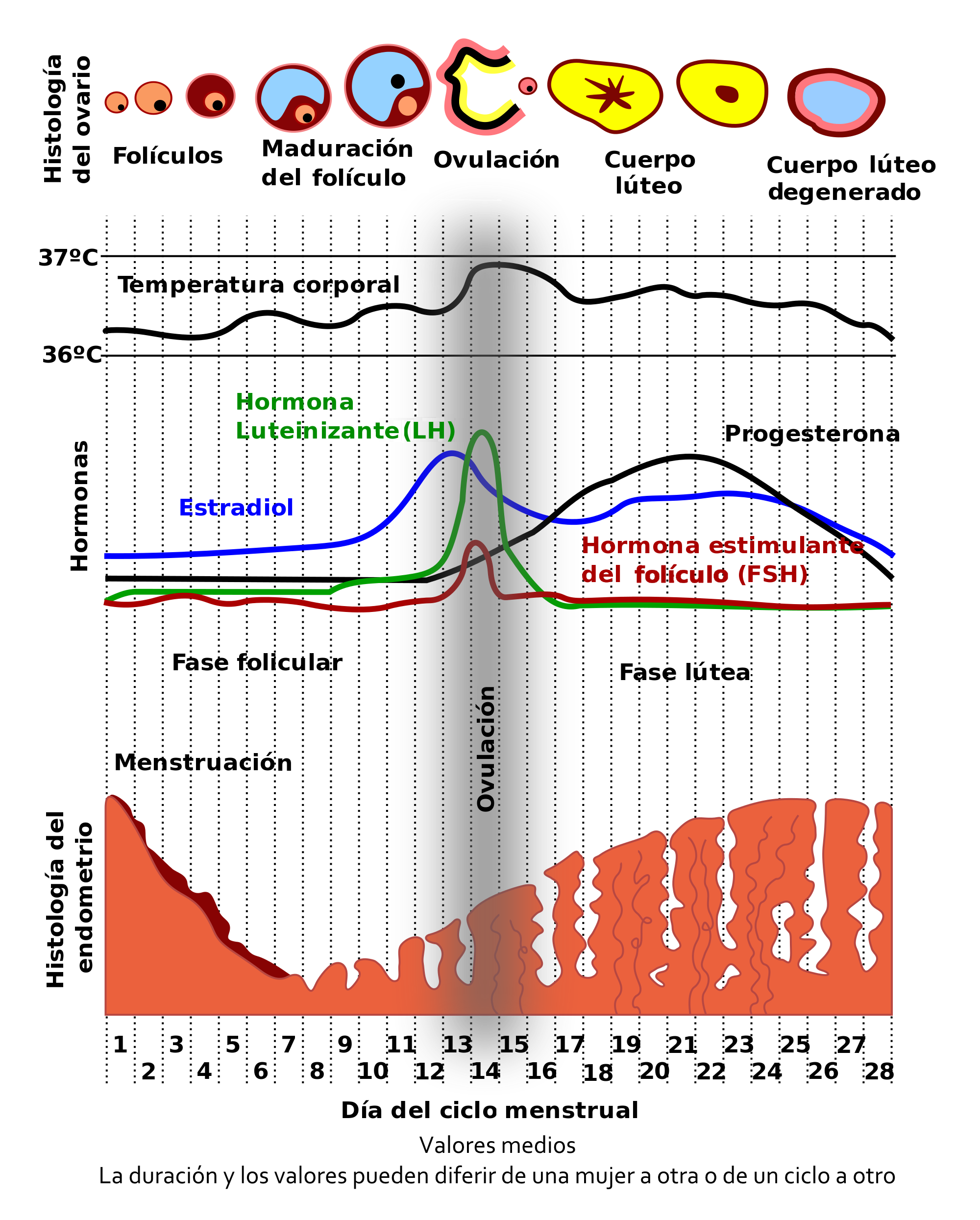
Ciclo menstrual.

En la menstruación, se produce el sangrado vaginal, fruto de la descamación de la capa funcional del endometrio.
Este sangrado fisiológico es consecuencia de la brusca caída de los niveles de las hormonas ováricas, que ocurre si no se ha producido la implantación de un blastocisto.
El ovario sintetiza y secreta distintas hormonas:
- Los estrógenos: la estrona, el estradiol y el estriol.
- La progesterona: se produce durante la fase lútea del ciclo sexual femenino.
- La inhibina: actúa sobre las gonadotropinas hipofisarias, suprimiendo la producción de la hormona estimulante del folículo (HEF).
- La activina: tiene una función inversa a la de la inhibina, pues estimula la producción de HEF.

### Ciclo menstrual
La menstruación forma parte del ciclo sexual femenino, el cual prepara el cuerpo de la mujer cada mes, para un posible embarazo. Un ciclo se cuenta desde el primer día de una menstruación hasta el primer día de la siguiente. El ciclo menstrual promedio tiene una duración de 28 días. Los ciclos pueden oscilar de 21 a 35 días en las mujeres adultas, y de 21 a 45 días en las jóvenes.
Para que se presente el ciclo menstrual, durante el mes debe producirse la fluctuación de unas sustancias químicas del cuerpo denominadas hormonas.
El ciclo sexual femenino está compuesto por cuatro etapas: la fase menstrual, la fase folicular, la fase ovulatoria y la fase lútea.

#### Fase ovárica
Tiene como elemento fundamental al folículo. Su desarrollo y maduración presenta tres características generales básicas:
- Selectividad: el folículo destinado a ovular procede de una población de folículos en crecimiento que, a su vez, provienen de una masa de folículos primordiales en reposo, formada durante el desarrollo embrionario y fetal.
- Continuidad: la puesta en marcha del desarrollo folicular es un proceso continuo hasta que las reservas estén exhaustas.
- Regularidad: el desarrollo folicular es un proceso regular y ordenado, con un índice constante de folículos que abandonan la reserva ovárica [nota 1] en una unidad de tiempo. Esto significa que el ovario es un sistema regulado y coordinado, de manera que el inicio del crecimiento folicular se realiza a intervalos de tiempo regulares y con un índice constante de depleción[nota 2] de la reserva.

#### Fase uterina (ciclo endometrial)
Las distintas estructuras que forman el útero se hallan sometidas a la influencia de las hormonas ováricas. Las modificaciones más importantes se producen en el endometrio, también se observan en el moco cervical, como expresión de la actividad de las glándulas del endocervix, y en forma mayor enfocada en sangre.
Bajo la acción sucesiva de los estrógenos y la progesterona producidos por el ovario, la mucosa endometrial experimenta cambios cíclicos en su estrato funcional que se diferencian en tres etapas:
- Proliferativa o estrogénica (del 5.º al 13.er día del ciclo).
- Secretora o progestacional (del 14.º al 29.º día del ciclo).
- Menstrual o de disgregación (del 1.º al 4.º día del ciclo).

## Manejo de la menstruación
La menstruación se puede manejar de diferentes formas usando objetos o técnicas como toallas, tampones, telas, servilletas o copas menstruales, entre otros. Estos productos atrapan la sangre menstrual para evitar que manche o dañe la ropa e incomode. El correcto manejo de estos productos es importante para evitar el desarrollo del síndrome del choque tóxico, una enfermedad bacteriana rara pero que puede ser mortal.

### Productos desechables
Entre los productos desechables para manejar la menstruación se encuentran:
- Toalla sanitaria (también conocida como toalla femenina, compresa o toalla higiénica), un rectángulo o cuadrado de material absorbente, mismo que se adhiere en la ropa interior para absorber el flujo menstrual. Suele tener un respaldo adhesivo para mantener la toalla en su lugar.
- Tampones: son cilindros desechables hechos con rayón y/o algodón tratado o vellón de algodón, generalmente blanqueado, que se insertan en la vagina con y sin aplicador para absorber el flujo menstrual.
- Discos menstruales desechables hechas de plástico blando: un dispositivo firme y flexible en forma de copa que se usa dentro de la vagina para recolectar el flujo menstrual.

### Productos reutilizables

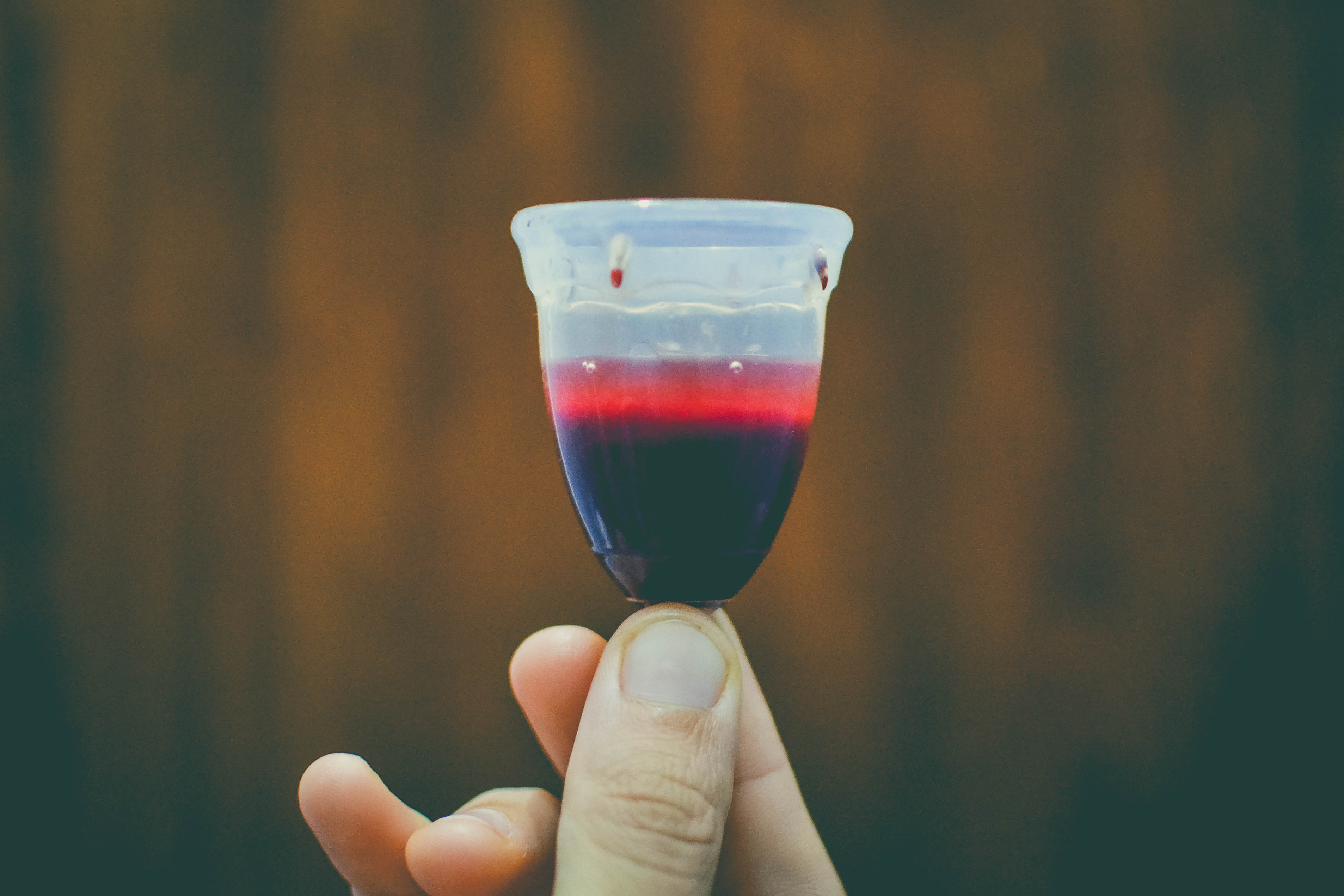
Copa menstrual

- Copa menstrualCopas menstruales: dispositivo firme y flexible en forma de campana que se usa dentro de la vagina para recolectar el flujo menstrual. Las copas menstruales suelen estar hechas de silicona y pueden durar 5 años o más.
- Toallas de tela: toallas que están hechas de algodón (a menudo orgánico), felpa o franela, y son cosidas a mano (con material o ropa y toallas viejas reutilizadas) o comprarse en tiendas
- Ropa interior menstrual: ropa interior de tela reutilizable (generalmente de algodón) con capas extra absorbentes cosidas para absorber el flujo. Algunos también utilizan tecnología patentada para ser resistente a las fugas.
- Esponjas menstruales: naturales o sintéticas que se usan internamente como un tampón para absorber el flujo menstrual.
- Telas, toallas o paños - una manta o toalla convencional colocada entre las piernas para absorber el flujo menstrual.

### Otros métodos
Algunos métodos alternativos de manejo de menstruación sin objetos incluyen a las técnicas de sangrado libre.

## Impacto ambiental
La menstruación tiene un impacto ambiental, principalmente asociado con el uso de productos menstruales desechables, como tampones y toallas sanitarias.
Residuos prácticos:
Los productos menstruales desechables a menudo contienen plásticos, como polietileno y polipropileno, que contribuyen a la contaminación por plásticos. Según estudios, se estima que una mujer utiliza aproximadamente 11,000 productos menstruales desechables a lo largo de su   vida, lo que genera una cantidad significativa de residuos plásticos.
Contaminación de Aguas Residuales:
La disposición inadecuada de productos menstruales puede llevar a la contaminación de aguas superficiales y subterráneas. Los productos de higiene femenina desechables pueden contener sustancias químicas y toxinas que, al ser desechadas, pueden afectar la calidad del agua.
Recursos Naturales:
La producción de productos menstruales desechables implica el uso de recursos naturales, como la pulpa de madera para fabricar papel y la energía para la fabricación. La tala de árboles para obtener pulpa de madera y la energía asociada con la producción contribuyen a la deforestación y las emisiones de gases de efecto invernadero.
Alternativas Sostenibles:
El uso de productos menstruales reutilizables, como copas menstruales y toallas de tela, puede reducir significativamente el impacto ambiental. Estas alternativas generan menos residuos y requieren menos recursos para su producción a lo largo del tiempo.
Educación y Concientización:
La falta de educación y conciencia sobre opciones sostenibles puede contribuir al uso generalizado de productos desechables. La promoción de opciones más amigables con el medio ambiente y la educación sobre la gestión adecuada de desechos pueden ayudar a reducir el impacto ambiental de la menstruación.

## Alteraciones de la menstruación
Hay numerosos términos médicos relacionados con problemas en la menstruación:
- Amenorrea es la ausencia de menstruación.
- Dismenorrea es una irregularidad que causa dolor abdominal o pélvico antes o durante la menstruación. Es el trastorno menstrual más frecuente.
- Hipermenorrea es sinónimo de menorragia.
- Hipomenorrea es la disminución anormal del flujo menstrual o de la duración de la menstruación, pero con intervalos intermenstruales normales.
- Menorragia es el aumento anormal del flujo menstrual o de la duración de la menstruación, pero con intervalos intermenstruales normales. Ésta se produce cuando la menstruación se extiende más allá del límite de siete días o bien implica una pérdida de sangre mayor a 80 ml.
- Oligomenorrea es el trastorno del ciclo menstrual caracterizado por un intervalo excesivo, por lo general superior a 35 días, entre una menstruación y la siguiente.
- Polihipermenorrea es la menstruación frecuente y profusa, por aumento de la cantidad de flujo menstrual y acortamiento del intervalo intermenstrual. Es sinónimo de menorragia y de hipermenorrea.
- Polimenorrea es el trastorno del ciclo menstrual caracterizado por un intervalo excesivamente corto, generalmente inferior a 21 días, entre una menstruación y la siguiente.

### Amenorrea
La falta de menstruación desde el punto de vista médico, puede ser clasificada como fisiológica o patológica. Se considera amenorrea cuando no hay presencia de sangrado en al menos 3 ciclos menstruales consecutivos sin relación con el embarazo y puede deberse a un desequilibrio hormonal, tratamientos médicos o problemas uterinos. La amenorrea requiere tratamiento médico.

#### Amenorrea fisiológica
La ausencia de menstruación se considera fisiológica o normal en los siguientes casos:
- Antes de la pubertad. La primera menstruación se le denomina menarquia o menarca. Así como algunas niñas ingresan en la pubertad antes que otras, lo mismo ocurre con el período. La edad media de la menarquia es a los 12 años, pero varía de una niña a otra (puede ocurrir entre los 8 y los 16 años).[25][26]
- En el embarazo. La amenorrea siempre está presente en el embarazo. Por tanto, si una mujer joven con presencia constante de la menstruación deja de menstruar durante unos meses y ha tenido relaciones sexuales sin practicar medida alguna de anticoncepción, se puede considerar entonces el embarazo como causa posible de amenorrea.
- En la lactancia. La amenorrea que se produce durante la lactancia tiene su origen en una caída hormonal en el eje hipotalámico-hipofisario-adrenal y es de duración variable. El endometrio no crece ni se desarrolla debido a una disminución en la producción de estrógenos y progesterona, y a él aumento en la liberación de prolactina.
- En la menopausia. El cese permanente de la menstruación tiene su causa fisiológica en la declinación de la secreción de estrógenos por pérdida de la función de los folículos ováricos. La menopausia se sitúa habitualmente alrededor de los 51 años.[27]

#### Amenorrea patológica
La amenorrea patológica no es por sí misma una enfermedad, sino un síntoma importante. La amenorrea puede ser primaria o secundaria. La amenorrea primaria se define como la ausencia de la menstruación en mujeres de 16 años o más. Tiene una incidencia de un 0,1 %. En la mayoría de los casos puede ser producida por enfermedades genéticas que afectan el aparato genital o desajustes hormonales.
Se define como amenorrea secundaria la ausencia de períodos menstruales durante tres o más meses en una mujer que ya ha comenzado a menstruar y que: no está embarazada, que no está lactando y que tampoco está en la menopausia. Aunque la causa mayoritaria de la amenorrea secundaria es el embarazo, también puede deberse a un problema hormonal.
Junto a la amenorrea se pueden presentar otros síntomas, como:
- Secreción de leche por el pezón
- Pérdida del cabello
- Dolor de cabeza
- Cambios en la visión
- Exceso de vello facial
- Dolor pélvico
- Acné

| Tipo de causa           | Amenorrea primaria | Amenorrea secundaria |
| ----------------------- | --- | --- |
| Uterinas                | síndrome de Rokitansky; himen imperforado; síndrome de Morris | síndrome de Asherman, estenosis cervical; tuberculosis genital, endometritis |
| Ováricas                | Síndrome del ovario poliquístico (SOP); síndrome de Turner; disgenesia gonadal | Fallo ovárico prematuro por varias causas: genética, autoinmune, infecciosa, radioterapia, quimioterapia (SOP) |
| Hipotálamo-hipofisarias | Pérdida de peso; ejercicio intenso; hiperprolactinemia; hipopituitarismo; craneofaringioma, glioma; germinoma; quiste dermoide; radioterapia holocraneal; cirugía craneal              | Pérdida de peso, ejercicio, estrés, anorexia nerviosa e idiopática; hiperprolactinemia; hipopituitarismo; síndrome de Sheehan; craneofaringioma; radioterapia holocraneal; lesiones craneales; sarcoidosis, tuberculosis |
| Sistémicas              | Enfermedades crónicas de larga evolución (diabetes mellitus, cardiopatías, enfermedades intestinales inflamatorias); Alteraciones endocrinas (patología tiroidea, síndrome de Cushing) | Diabetes, lupus; trastornos endocrinos (síndrome de Cushing, patología tiroidea) |
| Por drogas y fármacos   | - | Cocaína y opiáceos; fármacos psicotropos; progesterona, análogos de la GnRH |

El tratamiento de la amenorrea dependerá de la causa que la origina. En la mayoría de los casos, la amenorrea desaparece al tratar las causas, y tiene buen pronóstico, con excepción del cáncer de útero.

## Coloración de la menstruación
La menstruación es de color rojo brillante en la mayoría de los casos, pero la alteración en la pigmentación de la sangre suele ser un indicativo importante de cambios en el ciclo menstrual o enfermedades relacionadas con este. Las principales coloraciones que las mujeres pueden detectar en su regla son:
Rojo pálido o rosa: es normal en los primeros sangrados, al inicio de la vida fértil de la mujer o en mujeres que utilizan métodos anticonceptivos hormonales (especialmente las pastillas anticonceptivas).
Anaranjado: suele ser indicativo de infección vaginal. Es común que vaya a acompañado de dolor, irritación y/o comezón.
Rojo opaco: la causa más probable es que sea sangre que no fue expulsada del útero el periodo pasado, por lo que se secó y tomó la coloración oscura o ligeramente amoratada. No se considera un problema médico, a menos de que vaya acompañada de otros malestares.
Café o negra: similar al punto anterior, se trata de restos de tejido endometrial que quedaron en periodos anteriores. suele ocurrir en mujeres con ciclos menstruales irregulares.

## Tabú menstrual
Debido a factores sociales, históricos y culturales, muchas veces la menstruación es estigmatizada socialmente y usada como forma de discriminación. Ya en la Antigüedad, Plinio (nat. 7, 64-65) atribuía a la sangre menstrual una serie de efectos funestos. Dependiendo de las culturas y las sociedades, la menstruación es asociada a prejuicios como la impureza, la suciedad, la falta de "delicadeza", dignidad, recato y se condiciona a mantenerse en lo privado. Para ello se han encontrado mecanismos sociales tanto a nivel familiar como a nivel comercial y de mercadotecnia para articular un discurso que refuerce el ocultamiento de la menstruación. Es por ese motivo que se ha hecho muy común usar como eufemismo en esta fase fisiológica estar "en esos días".
Al respecto, Mary Douglas desarrolla estas ideas en su obra Pureza y Peligro (1966), donde sitúa a la menstruación dentro de un orden simbólico basado en concepciones de lo puro, lo sagrado y lo contaminado. Cuando una mujer menstrua puede contaminar la pureza masculina de los hombres, por tal motivo, debe aislarse a las mujeres debido a la creencia imperante de que el contacto con las mujeres debilita la fuerza del hombre. En algunos casos y de acuerdo con diversas creencias, existen formas de purificar los males de la menstruación con baños rituales.

Asimismo, Douglas describe el temor de los hombres a la sangre menstrual:
Creen que el contacto con ella o con una mujer que menstrúa causaría, faltando la apropiada contra-magia, la enfermedad del hombre con vómitos persistentes, mataría, su sangre hasta volverla negra, corrompería sus jugos vitales hasta oscurecer su piel y hacer que cuelgue en pliegues como desperdicios de su carne, embotaría para siempre su inteligencia y, finalmente, llevaría a la lenta decadencia y a la muerte.
(...)

Una mujer durante el periodo de la menstruación se convertía en un peligro para la comunidad si se le ocurría entrar en el bosque. No solo su menstruación hacía ciertamente fracasar cualquier actividad que quisiese ella llevar a cabo en el bosque, sino que producía condiciones desfavorables para los hombres. Durante largo tiempo sería difícil la caza, y los ritos que se basaban en las plantas del bosque no tendrían eficacia. Las mujeres hallaban estas reglas en extremo irritantes, en especial por el hecho de que siempre andaban cortas de tiempo en sus tareas de plantar, deshierbar, recoger la cosecha y pescar.
Finalmente, Douglas mostró que el tabú de la menstruación ejerce control, opresión, marginación y aislamiento social de las mujeres.

## Menstruación y derechos humanos
La menstruación es un término estrechamente vinculado con la salud menstrual, que se refiere al “estado de completo bienestar físico, mental y social, y no solamente la ausencia de afecciones o enfermedades, en relación con el ciclo menstrual". Lo cual implica que la menstruación no sólo impacta en la salud, sino en otras esferas como lo mental y lo social y viceversa; es decir, hablar de menstruación es hablar de derechos humanos.
El Fondo de Población de las Naciones Unidas (2020) “afirma que hay un conjunto de derechos humanos que podrían ser vulnerados a partir de ciertos tratos - discriminatorios en su mayoría- que reciben las mujeres durante su periodo menstrual: el derecho a un nivel adecuado de salud y bienestar, el derecho a la educación, el derecho al trabajo, y el derecho a la no discriminación e igualdad de género, todos ellos enmarcados sobre la base de la dignidad humana.”
Mientras que el Alto Comisionado de las Naciones Unidas. Oficina Regional América del Sur, en una declaración en torno al Día Internacional de la Mujer (2019) señaló: “la falta de atención a las necesidades menstruales y de salud de las mujeres y las niñas tiene un impacto perjudicial en todas las áreas de sus vidas y viola su derecho fundamental a la igualdad, así como el derecho a participar en la vida pública, económica, social y cultural” (ACNUDH, 2019).
Lo anterior demuestra que existen diversos derechos humanos que se interrelacionan con la menstruación, los cuales son interdependientes puesto que establecen relaciones recíprocas entre ellos y que hasta el momento no han sido garantizados en su conjunto; lo cual al ser un proceso específico de mujeres, reproduce la desigualdad de género.
Y es así como “un enfoque en los derechos enfatiza tanto la naturalidad de la menstruación como la niña o mujer individual como agente titular de derechos. Esta reorientación puede ayudar a comenzar a deshacerse del estigma en torno a la menstruación y también a actuar como un catalizador para traer nuevas voces al movimiento global por mejores prácticas menstruales.”
Fue en la Conferencia Internacional de Población y Desarrollo de Nairobi 25 (ICPD25, 2019) cuando se propuso como parte de la política, programación y financiación de los derechos de salud sexual y reproductiva a la salud menstrual en lugar de manejo e higiene menstrual, “una señal de que la política sobre la menstruación está pasando de solo productos menstruales a la justicia de género.”
Como la Dra. Anne Kihara, Presidenta de la Federación Africana de Ginecología y Obstetricia lo señaló: “la gestión de la salud menstrual incluye factores sistémicos y socioculturales que son esenciales para el desarrollo: desde la nutrición y el medio ambiente, hasta el género, la equidad y los derechos”, lo cual tiene un impacto en el ejercicio de sus derechos sexuales y reproductivos e incluso, en el libre desarrollo de la personalidad.

## Menstruación y educación
El tabú menstrual es una de las primeras expresiones de violencia hacia las niñas, adolescentes, mujeres y personas menstruantes, pues produce vergüenza, estigma social, devaluación, discriminación y prejuicios negativos, pero estos no solo influyen en el ámbito social o de salud, sino también en la educación. 

La menstruación emerge rodeada de estigmas y prejuicios afectando a millones de estudiantes, ya que estas ideas limitan sus derechos y oportunidades dentro y fuera de la escuela. Esta situación, limita su acceso, permanencia e incluso los procesos de aprendizaje y enseñanza, es por ello que para brindar una educación digna es necesario abordar los tres pilares fundamentales que se describen en el manual Menstruar en la Escuela: Manual de acción para docentes y personal directivo:
1. Educación menstrual: Proporciona información oportuna y adaptada a las edades y necesidades de tus estudiantes, con el objetivo de derribar prejuicios y fomentar decisiones informadas.
2. Acceso a insumos menstruales: Brinda opciones sobre productos menstruales y promueve su disponibilidad para las estudiantes, y por qué no también para maestras.

3. Infraestructura sanitaria adecuada: Ayuda a evaluar el estado de las instalaciones escolares y planear acciones para dignificarlas.

## Salud menstrual
Es esencial reconocer que la menstruación es un aspecto fundamental de la salud femenina que merece ser abordado sin tabúes. La Organización Mundial de la Salud en su 50.ª sesión del Consejo de Derechos Humanos, en un Panel de discusión sobre gestión de la higiene menstrual, derechos humanos e igualdad de género; reconoce que la menstruación es un asunto de salud y derechos humanos, abandonando la idea de ser solamente un asunto de higiene. 
El término de salud menstrual la UNICEF lo reconoce como un término que abarca aspectos del manejo de la higiene menstrual y otros factores como la salud, el bienestar, la igualdad de género, la educación, el empoderamiento de niñas y mujeres adolescentes y sus derechos.
 Por otra parte, autoras latinoamericanas buscan redefinir la menstruación, informando y empoderando; el ensayo ¿En dónde está la salud menstrual? la psicóloga interpela, afirmando que la menstruación debe ser digna para todas las mujeres y personas menstruantes incluyendo el acceso a la salud, los productos de higiene y que lo ideal es que se poseean los recursos e información suficiente, además de la importancia que posee la educación para poder cambiar la narrativa que existe al rededor del tema. Ya que no tener esta información vulnera a las mujeres y personas menstruantes, haciendo que aumente la brecha de género, 
Es fundamental adquirir un conocimiento completo sobre este ciclo (menstruación) para poder afrontarlo con plena conciencia. Esto implica no solo conocer los productos disponibles, sino también comprender los cambios físicos y emocionales, identificar las señales de alerta y familiarizarse con narrativas que promuevan una menstruación digna y segura. 
Esta problemática es necesario combatirla, cuando en México la UNICEF  indica que al menos sólo el 5% de los padres hablan con sus hijas de menstruación; incluso, los médicos sólo inciden 7% en niñas y mujeres adolescentes. Por lo que solamente el 16% de las niñas y mujeres adolescentes cuenta con conocimientos y significados precisos sobre la menstruación, mientras que en hombres adolescentes este porcentaje cae al 5%. Esto remarca la importancia de que la educación aborde estos temas de manera inclusiva y amplia, ya que la menstruación es un fenómeno que nos concierne a toda la sociedad. 
Es necesario implementar programas educativos integrales que incluyan a todas las personas, independientemente de su género, y que promuevan una comprensión profunda y respetuosa de la menstruación. Al hacerlo, no solo se fortalecerá la salud y el bienestar de las personas menstruantes, sino que también se contribuirá a la construcción de comunidades más informadas, solidarias y libres de prejuicios en torno a este aspecto natural de la vida humana.